# Metereca simples
Metereca simples is een hooiwagen uit de familie Assamiidae.